# Sonorella grahamensis
Sonorella grahamensis är en snäckart som beskrevs av Henry Augustus Pilsbry och James Henry Ferriss 1919. Sonorella grahamensis ingår i släktet Sonorella och familjen Helminthoglyptidae. IUCN kategoriserar arten globalt som nära hotad. Inga underarter finns listade i Catalogue of Life.